# Азелинская культура
Азе́линская культу́ра — археологическая культура III—V веков в Волго-Вятском междуречье.

## Описание
Классифицирована В. Ф. Генингом и названа по Азелинскому могильнику у деревни Азелино Малмыжского района Кировской области. Сформировалась на основе традиций пьяноборской культуры.
Места обитания представлены селищами и городищами. Всё хозяйство основано на пашенном земледелии, животноводстве, охоте и рыболовстве. Буйское городище (Буйский Перевоз) скрывало в себе клад из 200 железных мотыг и копий. Большинство круглодонных сосудов с узором из насечек или шнуровых отпечатков. Грунтовые могильники, ингумационными захоронениями, ориентированные головой на север.

## Антропология
Формирование носителей азелинской культуры, судя по краниологическому материалу из Азелинского и Суворовского могильников на реке Вятке, происходило, видимо, в результате смешения популяции мигрантов с запада и местного прикамского населения. Из Азелинского могильника получено 4 мужских и 2 женских черепа, из Суворовского могильника — 4 мужских, 1 женский и 2 черепа подростков.
Для черепов мужчин-азелинцев характерна долихокрания и резко выраженная горизонтальная профилировка, не типичная для Камско-Вятского региона. При этом женские черепа азелинцев практически неразличимы с аборигенами Прикамья из мазунинской и чегандинской культур.
В азелинских погребениях Рождественского V и Нармонского могильников обнаружены признаки искусственной деформации черепов, что может быть связано с позднесарматским влиянием.

## Захоронения
Женский костюм: шапочка или венчик с накосником и височными подвесками, ожерелье, гривны и браслеты, нагрудные пластины, передник, широкий пояс, часто с эполетовидной застёжкой, накладками и подвесными кистями, разнообразные нашивки и подвески, обувь на ремешках.
Мужские погребения скрывают в себе многочисленное оружие — копья, топоры, шлемы, кольчуги и мечи.